# Ana Roldán

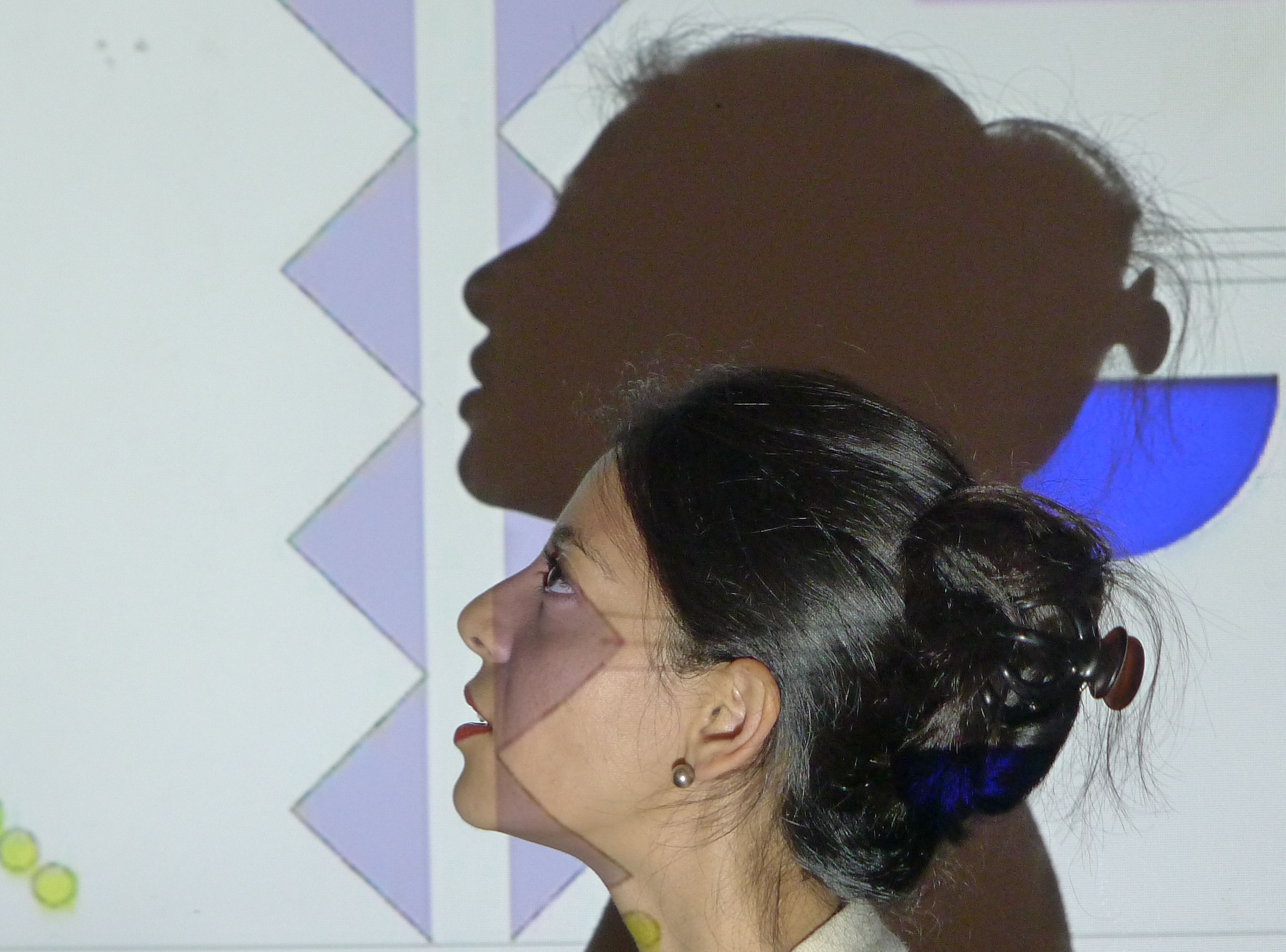
Ana Roldán 2012 in Madrid vor einer Projektion in ihrer Ausstellung Espejo Negro

Ana Roldán (* 1977 in Mexiko-Stadt) ist eine mexikanisch-schweizerische Künstlerin.

## Leben
Ana Roldán wuchs in Mexiko-Stadt auf. In der Schlosserei und der Schreinerei ihres Vaters, eines kleinen Fabrikanten, entdeckte sie ihre Liebe zum Handwerklichen und entwarf Möbel. Nach einer Ausbildung zur Gastronomin führte sie ein Restaurant, dann studierte sie an der Escuela Nacionál de Antropologia e Historia Geschichte. Die Arbeit der mexikanischen Performancekünstlerin Elvira Santamaría begeisterte sie so sehr, dass sie Ende der 1990er Jahre in Mexiko-Stadt als Performancekünstlerin aufzutreten begann. 2000 zog sie in die Schweiz und studierte Kunst an der Berner Hochschule der Künste sowie Linguistik an der Universität Bern. Danach widmete sie sich ganz der Kunst. 2007 gewann sie das Atelierstipendium der Stadt Zürich für China und arbeitete während eines Jahres in Kunming.
Ana Roldán lebt nach längeren Aufenthalten in São Paulo und Mexiko in Zürich.

## Werk

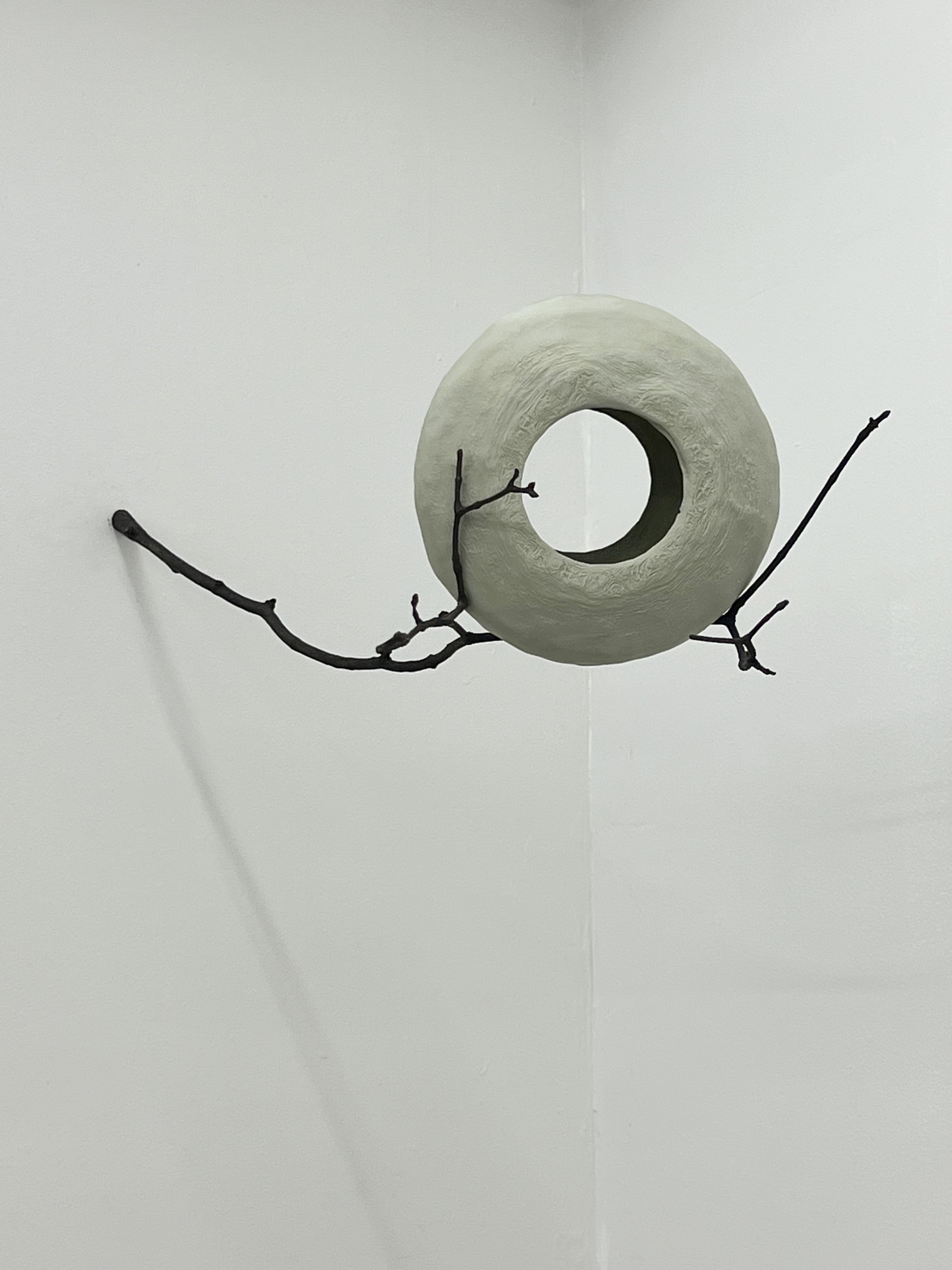
2023 Green hole, Skulptur, Bronze und Kunststoff

Ana Roldáns Medien sind Performances, Skulpturen, Videos, Collagen, Installationen, Fotografie und Gruppenausstellungen, die sie kuratiert. Vertreten durch Galerien in der Schweiz, in Madrid, in Mexiko und in Kolumbien ist sie in Lateinamerika ebenso präsent wie in Europa.
Im Anschluss an den Tropicalismo Hélio Oiticicas verwendet Roldán häufig naturhafte Materialien aus Lateinamerika wie Kokosnüsse, Palmen, Bananenstauden oder Jade. Viele Arbeiten oszillieren zwischen dem Gestrengen der europäischen Moderne und den weicheren Formen der lateinamerikanischen Moderne wie man sie etwa beim mexikanischen Architekten Luis Barragán findet, auf den Roldán sich verschiedentlich bezieht. So geraten die Rechtecke der Moderne schief und krumm, die Ana Roldáns Arbeit für Rio de Janeiro Colección de Especímenes de un Nuevo Mundo I mit dem ärmlichen Naturmaterial Bambus rekonstruiert. Und statt der Grundfarben verwendet sie die Palette der Hauttöne von Brasiliens Bevölkerung.

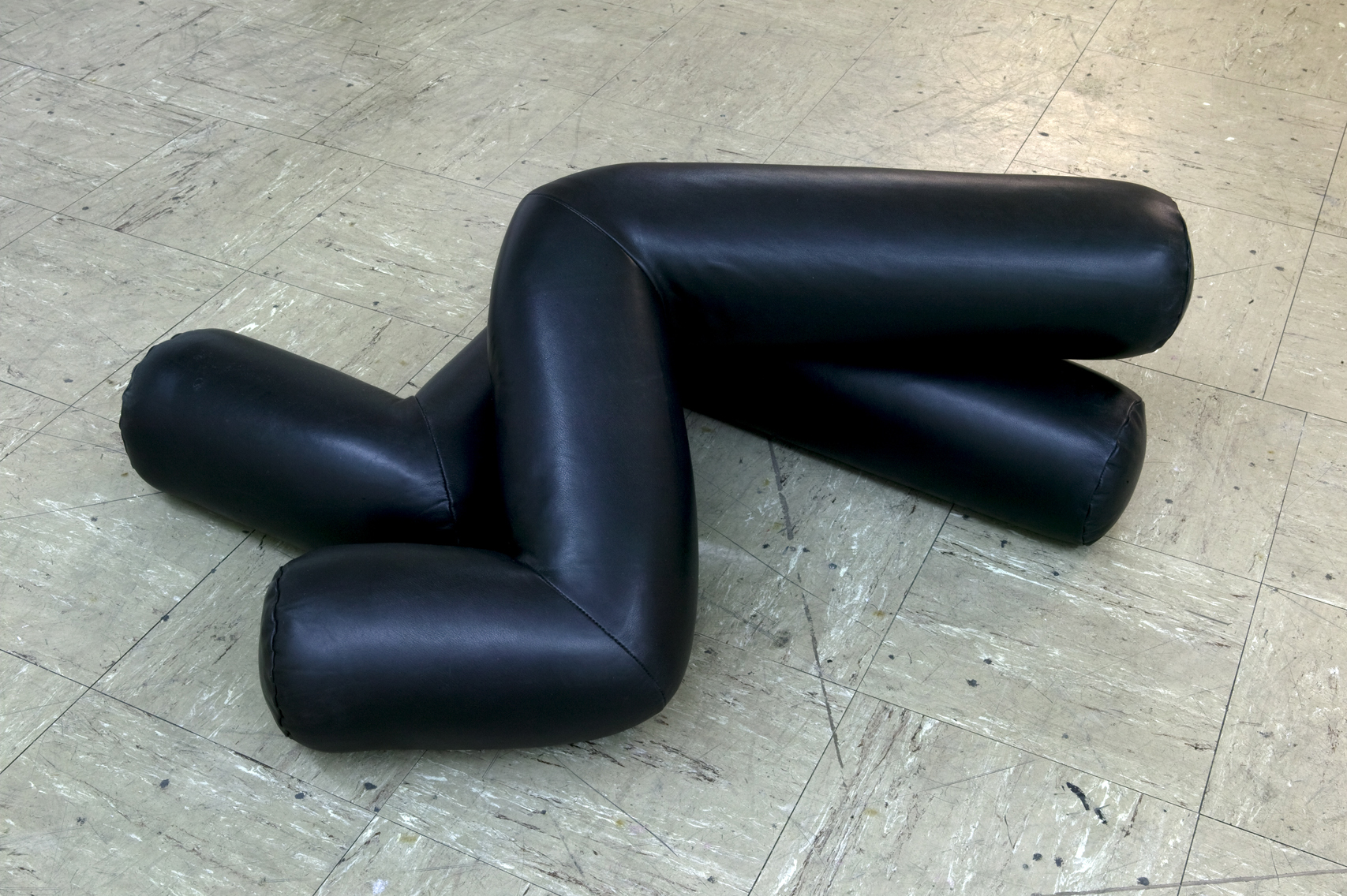
Ana Roldán, Joe, 2008, Leather, Wood, 29 × 100 × 45 cm

Zu Roldáns Repertoire gehören konkrete Gegenstände, die zu abstrakter, oft minimalistischer Kunst werden. Sie faltet Staats-Fahnen so zusammen, dass komplexere abstrakte Farbbilder entstehen oder, im Falle des bürgerkriegsgeplagten Mexikos, von der rot-weiss-grünen Fahne nur noch eine blutrote geometrische Form übrigbleibt.
Ein weiteres wiederkehrendes Motiv sind anthropomorphe Skulpturen, die sie erstmals 2004 mit der Arbeit Joe zeigt, über die Pablo Müller schreibt: Zwei aufeinander liegende, angewinkelte Rollen aus Leder erinnern in ihrer Form und Materialität an menschliche Glieder. So deutet sich in den Werken eine performative Qualität der Skulptur an. Hans Rudolf Reust sagt über eine Weiterführung von Joe, nämlich die Arbeit I thought it was impossible (2015): Gänzlich aufgehoben wird die Trennung zwischen Geometrien und Körpern, Figuration und Abstraktion in den sich bildenden Figurationen aus schwarzen runden Stoffschlangen mit partiell hautfarbigen Überzügen. Wie leicht schematisierte menschliche Körper sind sie uns vertraut, bis sie durch einen kleinen Wechsel des Blickwinkels unvermittelt in abstrakte Lineaturen kippen. Eine politische Lesart schlägt Thomas Haemmerli vor, der an die zerstückelten Leichen erinnert, die im Rahmen des Bürgerkriegs in den Medien Mexikos präsent sind: Der Titel I thought it was impossible (Ich dachte, das wäre nicht möglich) bezeichnete dann Grausamkeiten, die Menschen sich antun – eine Diagnose, die heute nicht nur in Mexiko, sondern in einer aus den Fugen geratenen Welt global gilt.

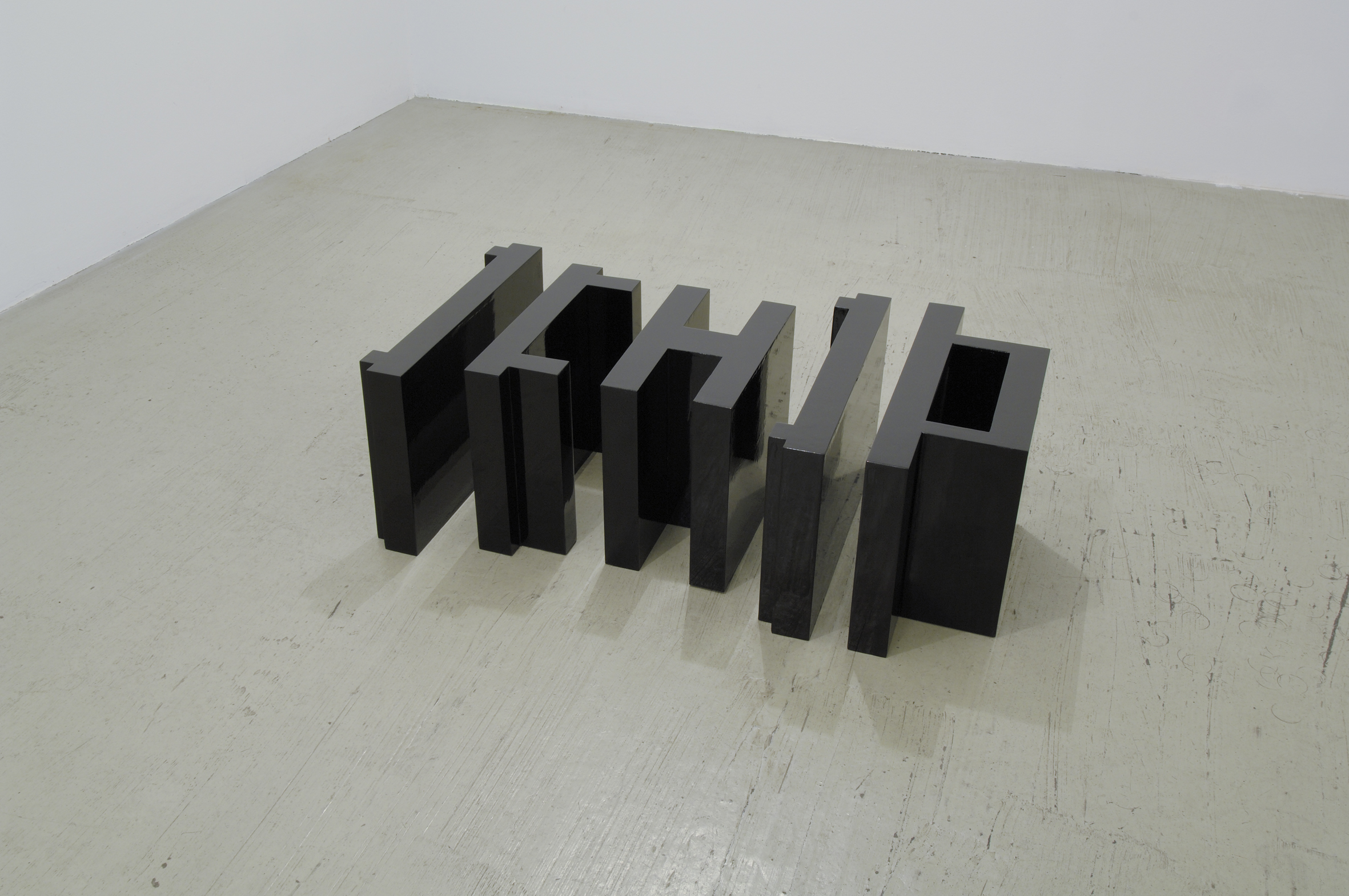
Ana Roldán, Truth, 2006, Wood, Lacquer, 105 × 56 × 36 cm

Roldáns Interesse für Linguistik und Sprachphilosophie mündet immer wieder in entsprechende Werke. Beispielhaft ist die Skulptur Truth von 2006, die dreidimensional den Schriftzug truth (Wahrheit) sowie seine Spiegelung abbildet. Weiss man nicht, dass das Wort an der Mittellinie gespiegelt ist, so kann man es nicht entziffern und ist wie Kinder oder Analphabeten auf unverständliche Zeichen zurückgeworfen. Ausserdem spielt der Titel der Arbeit mit dem Wahrheitsanspruch, den Worte für sich reklamieren. In einer ortsspezifischen Installation für den Hauptsitz des Rückversicheres Swiss Re werden die Begriffe Risk und Life zu abstrakten Stuhllehnen. Und in ihrem mehrteiligen Bestiarium, arbeitet Roldán direkt mit Texten und beschreibt Institutionen wie die foundation (Stiftung) sowie Figuren wie den young curator (Jungkurator) und die female artist (weibliche Künstlerin) als Bestien des Kunstbetriebs.

## Ausstellungen

### Einzelausstellungen (Auswahl)
- 2024: Dibujando un Círulo, Formato Cómodo, Madrid[24]
- 2023: Tell Me What Red Is..., Instituto de Visión, New York City
- 2022: Air, annex, 14, Zürich[25]
- 2019: Physical Structures, annex14, Zürich[26]
- 2019: Clear Opacity, Formato Cómodo, Madrid
- 2019: Material Art Fair, Mexico, Solo Booth Instituto de Visión
- 2018: Physical Structures, Instituto de Visión/Frieze, London[27]
- 2016: No, annex14, Zürich[28]
- 2015: Solo Projects: Focus Latinoamérica, mit Instituto de Visión, Bogotá, Arco Madrid[29]
- 2015: Take Position: Bodies and Plants, annex14, Zürich[30]
- 2013: Drunk, High and Exhilaration, Florian Christopher, a show room, Zurich
- 2012: Espejo Negro, Formato Cómodo, Madrid[31]
- 2011: Blank Back Mirror,[32] Kunsthaus Langenthal, Langenthal
- 2011: Different Orders, annex14, Bern[33]
- 2011: Forms of contemplation, ideal forms in compositions, Badischer Kunstverein,[34] Karlsruhe
- 2010: Cococompositions, Dolores, Ellen de Brunije Projects, Amsterdam, curated by Karin Hasselberg[35]
- 2009: Words to be looked at, objects to be read, Kunsthalle Arbon[36]
- 2009: Picking holy words from the perfect ghost, homage to James Lee Byars, Kunstmuseum Bern
- 2009: As „the Myth of the hole“,[37] annex14, Bern
- 2008: Observations on Modernity and Form, Statements / „Kunst“, Zurich art fair
- 2008: The Actor, Art Palace, World Trade Center Beijing, China
- 2008: Dance steps, Garash gallery, Mexiko-Stadt
- 2007: Comical, Magical, Musical, Black Box, Marks Blond Project, Bern
- 2006: Truth,[38] annex14, Bern
- 2006: God is red/Gott ist rot,[39] Amberg-Marti, Zurich
- 2006: Fable, Espace Libre, Biel
- 2005: Début, Marks Blond project, Bern
- 2005: Kill the beast, Yellow Submarine – Marks Blond Projekt bei Mark Divo, Häuser und wir, Zurich
- 2005: The mountain and the ground, Kunst in St. Peter und Paul, Bern
- 2004: The letter «O», Gallery Kunstkeller, Bern
- 2002: All is like all, Stadtgalerie, Bern
- 2001: Silver gelatine, Gallery Kabinett, Bern

### Gruppenausstellungen (Auswahl)

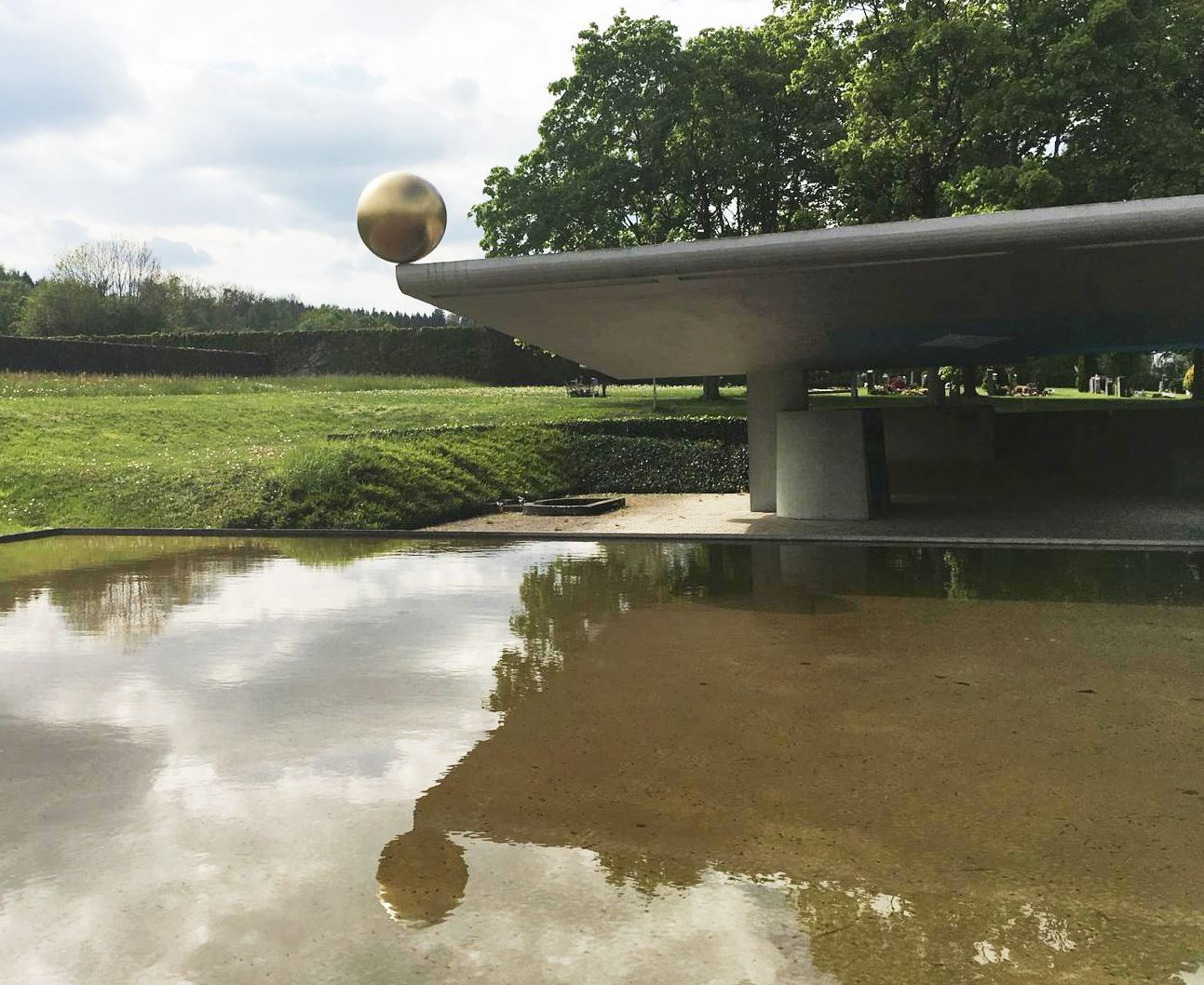
Enjoy the silence, 2015, Ana Roldan

- 2024: Sound of Signs mit Susan Hefuna & Andrea Sparta, annex 14[40]
- 2020: Material Art Fair Mexico, Instituto de Visión
- 2019: Fifth Ural Biennial, kuratiert von Xiaoyu Weng[41]
- 2019: Portadores de Sentido, Museo Amparo, Puebla, Mexiko[42]
- 2017: Espejo negro, elefante blanco, kuratiert von Fabiola Iza, Quarto de Maquinas, Mexiko-Stadt.[43]
- 2017: I was a wall, and my breasts were like fortress towers, Adam and Ollman, Portland, USA.[44]
- 2016: New Buenos Aires, Corner College, Zürich, kuratiert von Damian Christinger, Dimitrina Sevova, co-kuratiert von Silvan Kälin.[45]
- 2015: The Lulennial: A Slight Gestuary, kuratiert von Fabiola Iza & Chris Sharp, Mexiko-Stadt.[46]
- 2014: Blackboard – White Page, Kantonsschule Oerlikon, Zürich, kuratiert von Maud Châtelet und Ana Roldán.[47]
- 2013: LUPA,[48] kuratiert von Abaseh Mirvali für Art Rio, Rio de Janeiro.
- 2012: La jeunesse est un art – Jubiläum Manor Kunstpreis,[49] Aargauer Kunsthaus, Aarau
- 2012: Surplus Authors[50] mit Falke Pisano, kuratiert von Defne Ayas und Philippe Pirotte, Witte de With, Rotterdam.
- 2012: Popo de Paris, kuratiert von Beatriz Lopez für Sultana Paris[51]
- 2011: Môtiers – Art en plein air[52]
- 2011: “Free Fall I” mit Dieter Meier, Thomas Haemmerli, Sitki Kosemen, kuratiert von Magda Guruli, Georgische Nationalgalerie, Tiflis, Georgien[53]
- 2010: Distant Memories, kuratiert von Hélène Joye-Cagnard und Catherine Kohler, Kunstmuseum Solothurn, Solothurn.
- 2010: Formal reiterations and the end of the world, mit Athene Galiciadis, Garash,[54][55] Mexiko-Stadt.
- 2009: Made in China, Kunstmuseum Bern[56]
- 2009: Turn on, Tune in, Drop Out, 798 Beijing Biennale, kuratiert von Nicoykatiushka, Peking.[57]
- 2009: The Conspiracy/Die Verschwörung,[58] mit Falke Pisano[59] Kunsthalle Bern.
- 2008: Acting Joe, George und Mr. Seek,[60] mit Falke Pisano, Wartesaal, Zürich.
- 2008: Mão Dupla/Stopover, kuratiert von Evangelina Seiler und Sarah Zürcher, SESC Pinheiros,[61] São Paulo.
- 2004: Es war einmal,[62] Kunstmuseum Thun, Thun
- 2004: Identität, Kunstraum Baden[63]

## Filmografie
- 2016: Bones and Bananas[64]
- 2015: Dialog
- 2011: How to do Shakespeare
- 2008: Construction concerned with the relationship between dissimilar emotional values in a composition with black and white[65]
- 2003: Flags
- 2002: Fortschritt
- 2001: Silver Gelatine

## Auszeichnungen

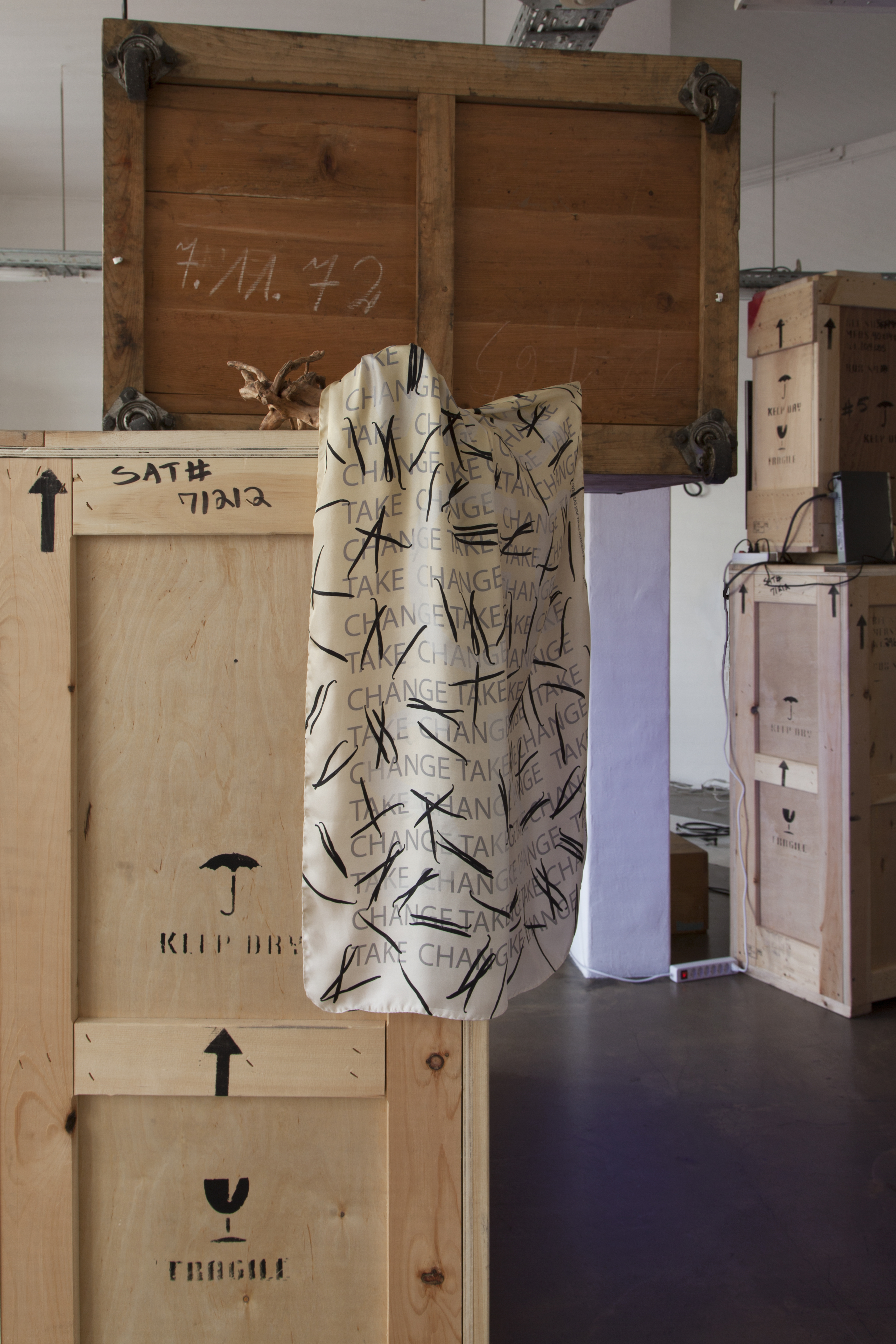
Ana Roldán, Vanilla Overseas, 2016, Silk, 100 × 100 cm. (Installation view at Corner College, Zürich, Switzerland)

- Ana Roldán, Vanilla Overseas, 2016, Silk, 100 × 100 cm. (Installation view at Corner College, Zürich, Switzerland)2017: Wettbewerb Kunst am Bau für die Insel Rheinau – Hochbauamt des Kantons Zürich.
- 2010: Werkbeitrag des Kantons Zürich.[66] für Blank Black Mirror
- 2009: Werkstipendium der Stadt Zürich[67]
- 2007: Werkbeitrag des Kantons Zürich
- 2007: Atelierstipendium der Stadt Zürich in Kunming, China
- 2006: Swiss Art Award
- 2005: Swiss Art Award[68]
- 2003: Corti Aeschliman Stiftung, Stipendium